# 中央區 (朱伊巴爾縣)
中央區（波斯語：‎）位於伊朗馬贊德蘭省，首府為朱伊巴爾市。
根據2006年的伊朗人口普查結果數據顯示該區總人口為49,329人。2011年數據顯示為51,865人。2016年數據顯示總人口為54,819人。